# Joanna Kołaczkowska
Joanna Kołaczkowska   (Polkowice, 22 de juny de 1966 - Konstancin-Jeziorna, 17 de juliol de 2025) va ser una actriu de cabaret i teatre, compositora i presentadora de ràdio polonesa.
La seva mare era comptable a la Companyia d'Obres Mineres de Lubin i el seu pare va morir quan ella tenia cinc anys. A la seva joventut, va actuar amb un grup de dansa folklòrica i va practicar patinatge artístic i de velocitat.
Al llarg de la seva carrera, va actuar en diverses pel·lícules, com ara Robin Hood – czwarta strzała (1997), Dr Jekyll i Mr Hyde według Wytwórni A’Yoy (1999), i també va ser l'actriu de doblatge polonesa de Donna Noble a Doctor Who el 2023.
Kołaczkowska va morir el 17 de juliol de 2025, a 59 anys, després de lluitar contra una greu malaltia.